# Belomorsko-baltski prekop
Belomorski-Baltski prekop (rusko Беломо́рско–Балти́йский кана́л tudi Belomorkanal ali samo BBK) je prekop v Rusiji, ki povezuje Belo morje preko jezer Vigozero, Oneškega in Ladoškega jezera in številnih rek do Baltskega morja. Odprli so ga 2. avgusta 1993. Do leta 1961 je bil znan kot Belomorsko-Baltiyskiy Kanal imeni Stalina.
Prekop so gradili delavci iz gulagov. Pri gradnji je sodelovalo 126.000 delavcev, med 12.000 jih je pri tem umrlo(po uradnih podatkih, medtem ko je ocena Anne Applebaum 25.000 smrti.
Skupna dolžina je 227 kilometrov (delno vzdolž več kanaliziranih rek in jezera Vygozero). Od leta 2008 opravlja le majhen promet med desetimi in štiridesetimi ladjami na dan. Njegove gospodarske prednosti so omejene z minimalno globino 3,5 m, ki je neustrezna za večino morskih plovil. Ta globina običajno ustreza rečnemu plovilu s tovorom do 600 ton, medtem ko imajo uporabna morska plovila od 2.000–3.000 dwt običajno ugrez 4,5–6 m. Prvotno je bilo predvideno, da bo prekop globok 5,4 m; vendar so stroški in časovne omejitve Stalinovega prvega petletnega načrta prisilili v veliko plitvejšega.

## Vodna pot
Skupna dolžina vodne poti je 227 kilometrov (od tega 141 milj), od tega je 48 kilometrov umetnih. Tok teče severno od Oneškega jezera do Belega morja in vse oznake za plovbo so postavljene v skladu z njim. Ko so enkrat na Oneškem jezeru, ladje lahko zapustijo jugozahodno obalo skozi reko Svir (in njeni dve zapornici), da dosežejo Ladoško jezero in nato nadaljujejo po reki Nevi do Sankt Peterburga in Baltskega morja. Lahko pa ladje z Oneškega jezera zaplujejo proti vzhodu po vodni poti Volga–Baltik.

### Potek
Prekop se začne v bližini naselja Povenec v zalivu Povenec ob Oneškem jezeru. Po Povenecu je sedem zapornic tesno skupaj, ki tvorijo Stopnice Povenec. Te zapornice so južno pobočje prekopa. Zbiralnik na nadmorski višini 103 metrov in je dolg 22 kilometrov med zapornicama 7 in 8. Na severnem pobočju je dvanajst zapornic s številko 8–19. Severno pobočje poteka skozi pet velikih jezer; jezero Matkozero med zapornicama 8 in 9, jezero Vygozero med zapornicama 9 in 10, jezero Palagorka med zapornicama 10 in 11, jezero Voickoje med zapornicama 11 in 12 in jezero Matkožnja med zapornicama 13 in 14. Prekop se izliva v zaliv Soroka Belega morja pri Belomorsku. Naselja vzdolž prekopa so: Povenec, Segeža, Nadvoici, Sosnovec in Belomorsk.

### Pogoji plovbe
Najmanjše mere zapornic so 14,3 metra široke in 135 metrov dolge. Krmilni kanal je širok 36 metrov in globok 3,5 metra, polmer ukrivljenosti 500 metrov. Hitrost je v vseh umetnih delih omejena na 8 kilometrov na uro. V razmerah slabe vidljivosti (manj kot en kilometer) se plovba ustavi.
Plovna sezona traja od 20. maja do 15. do 30. oktobra, kar je 148–163 plovnih dni na leto.

### Vzdolžni profil
Naslednja slika prikazuje vzdolžni profil prekopa Belo morje – Baltik. Vodoravna os je dolžina. Navpična os je nadmorska višina segmentov prekopa.

## Gradnja
Sovjetska zveza je prekop predstavila kot primer uspešnosti prvega petletnega načrta. Njegova gradnja je bila končana štiri mesece pred načrtovanjem, čeprav je bila za načrtovano uporabo povsem preplitev. Celoten prekop je bil zgrajen v dvajsetih mesecih, med letoma 1931 in 1933, skoraj v celoti z ročnim delom.
To je bil prvi večji projekt, zgrajen v Sovjetski zvezi z uporabo prisilnega dela. Direkcija taborišč gulagov, je upravljala z gradnjo in dobavljala delovno silo v ocenah 100.000 obsojencev na ceno ogromnih žrtev. Čeprav so bila taborišča za delovna mesta običajno ohranjena v tajnosti, je bil Belomorski prekop propagandna predstavitev obsojencev, ki so se preusmerili v koristno delovno silo (sovjetski koncept perekovka, predelave ali rehabilitacije).
Marshall Berman trdi, da »je bil prekop zmaga javnosti, a če bi polovico oskrbe, ki je šla v kampanjo za stike z javnostmi, namenili samemu delu, bi bilo žrtev manj in veliko več razvoja.« Zlasti poudarja, da sta politika in odnosi z javnostmi uničili uporabnost kanala:
Zdi se, da je bil Stalin tako namenjen ustvarjanju zelo vidnega simbola razvoja, da je projekt potiskal in stisnil na načine, ki so samo zavirali realnost razvoja. Tako delavci in inženirji niso nikoli imeli časa, denarja ali opreme, potrebne za izgradnjo prekopa, ki bi bil dovolj globok in varen za prevoz tovora dvajsetega stoletja; posledično prekop nikoli ni igral pomembnejše vloge v sovjetski trgovini ali industriji.

## Prekop in ruski pisci
Pozorno pripravljen obisk prekopa Belo morje in Baltik avgusta 1933 je morda najhujšo brutalnost prikril pred skupino 120 ruskih pisateljev in umetnikov, tako imenovane pisateljske brigade, vključno z Maksimom Gorkim, Aleksejem Nikolajevičem Tolstojem, Viktorjem Šklovskim in Mihailom Zoščenkom, ki je sestavil delo v pohvalo projektu, 600 strani I. V. Stalinov Belomorsko-Baltski prekop (rusko  Беломорско-Балтийский канал имени Сталина), objavljen konec leta 1934. Šklovski je Belomorski prekop obiskal sam, namesto s skupino. Gorki, ki je že leta 1929 obiskal delovno taborišče Solovetski delovni tabor in o njem pisal v sovjetski reviji Naši dosežki, je organiziral potovanje po Belem morju, vendar se mu sam ni pridružil.
Verjetno so se vsaj nekateri od gostujočih pisateljev zavedali brutalnosti taboriščnega življenja. V resnici je bil eden od sodelavcev, Sergej Alimov, ujetnik v taborišču in urednik taboriščnega časopisa Perekovka. Podobno so v poročilu Aleksandra Avdeenka vključeni pogovori med šefom OGPU Semjonom Firinom in princem Mirskim, ki razkrivajo, da se je vsaj nekaj pisateljev zavedalo njegove resnične narave.

## Uporaba prekopa
Tonaža tovora je dosegla vrhunec leta 1985, prepeljanih je bilo 7,3 milijona ton. [27] Tonaža je ostala visoka do leta 1990, nato pa je po padcu Sovjetske zveze upadla. Uporaba se je v 21. stoletju postopoma povečevala, vendar je ostala precej pod vrhom sovjetske dobe, saj je bila leta 2002 le 0,3 milijona ton.
V sezoni 2007 je prekop prepeljal 0,4 milijona ton tovora skupaj z 2500 potniki. [27] Zdaj ga upravlja Uprava za vodno in ladijsko plovbo in pomorski promet Belo morje in Oneško jezero (Беломорско-Онежское государственное бассейновое управление водных путей и судоходства), ki je odgovorna tudi za ladijski promet po Oneškem jezeru in na območju Belomorskega pristana (vendar ne v odprtih vodah) Belega morja. Prekop je bil na videz majhen del celotnega pomorskega prometa agencije, ki je leta 2007 znašal 4,6 milijona ton in 155.000 potnikov. [27]
Po uradnih statistikah je bilo v prvih 75 letih (1933–2008) preko prekopa prepeljanih 193 milijonov ton tovora. [27]
Prekop omogoča pošiljanje težkih in glomaznih predmetov iz ruskih industrijskih središč v Belo morje, nato pa z morskimi plovili v severna pristanišča Sibirije. Na primer, poleti 2007 je Amur-1516 iz Dzeržinska na reki Oki dobavil velik kos opreme za naftno polje sibirskega Vankorja iz Rosnefta, preko vodne poti Volga-Baltik in preko Belomorskega prekopa do Arhangelska, od tam pa s prekooceansko arktično tovorno ladjo razreda SA-15 Kapitan Danilkin do Dudinke na reki Jenisej. Leta 2011 je bila iz Sankt Peterburga preko prekopa, Arktičnega morja in reke Jenisej odpremljena težka oprema za hidroelektrarno Sayano-Shushenskaya.

## Hidroelektrarne
Sistem prekopa vključuje pet hidroelektrarn s skupno proizvodno zmogljivostjo 240 MW.